# Ratusz w Starej Częstochowie
Ratusz w Starej Częstochowie – ratusz, który znajdował się w Częstochowie na Starym Mieście. Zniszczony w latach 1809−1812.

## Historia
Ratusz został zbudowany w XV wieku na Starym Rynku. Budowla była wymieniana w dokumentach w 1564 i 1660 roku oraz na szwedzkim planie miasta z 1702 roku. W 1706 roku budynek został zastawiony, a następnie wykupiony przez paulinów. Ostatecznie zniszczeniu uległ w okresie 1809−1812.
W 1826 roku Starą Częstochowę połączono z Nową Częstochową, a wyrazem równości dwóch organizmów było zbudowanie nowego ratusza w połowie drogi między nimi, na obecnym pl. Biegańskiego.
Od 2006 roku na Starym Rynku prowadzone były przez trzy lata badania archeologiczne, ale pomimo odnalezienia licznych zabytków i fundamentów, śladów ratusza nie odkryto. W 2010 roku z powodu niedopełnienia formalności nie zorganizowano wykopalisk, a rok później ich nie podejmowano. Prace wznowiono w 2012 roku, a w 2013 roku ogłoszono, że odkryty w południowo-zachodniej części placu budynek to pozostałości ratusza.
W 2019 roku rozpoczęła się budowa przeszklonego pawilonu eksponującego pozostałości ratusza.